# Sassello
Sassello (o Sascello en Génois, o Sascê dans le dialecte génois local) est une commune italienne d'environ 1 850 habitants située dans la province de Savone, dans la région Ligurie, dans le Nord-Ouest de l'Italie.

## Géographie
Sassello se situe dans la province de Savone, à 405 m d'altitude. Édifiée dans une combe naturelle sur la voie de passage entre le golfe de Gênes et la plaine du Pô, Sassello est entourée de forêts et de collines. Elle est délimitée au nord par la forêt dite d'Avzè qui s'étend vers la chaîne du mont Beigua (1 250 m environ) et la forêt de la Deiva au sud.
Le bloc rocheux sur lequel Sassello fut bâtie a une origine géologique ancienne. Il s'agit de grès de l'âge tertiaire, identifiés comme tels au XIXe siècle par le curé Pietro Perrando (1817-1889) qui formula l'hypothèse, aujourd'hui confirmée, que ce territoire constituait une lagune marine.

## Histoire
Point de passage entre le littoral et la plaine padane, le territoire de Sassello fut peuplé dès le paléolithique probablement par des hommes de type Néandertalien. Des traces en sont conservées dans le musée local « Perrando » et au musée d'archéologie de Gênes . La précieuse jadéite du mont Beigua fut certainement l'une des raisons du peuplement primitif de ces vallées.
Les époques successives sont marquées par l'apparition de l'industrie microlithique propre au mésolithique, suivie par les premières industries néolithiques, sans interruption de la fréquentation humaine. La métallurgie fut très tôt pratiquée à Sassello, comme l'illustrent les pointes de lance et autres matériaux en bronze retrouvée au lieu-dit la Maddalena conservés au musée d'Acqui Terme.
Les historiens classiques décrivent cette région comme étant habitée par les Ligures (ou Lygiens), gens antiqua selon Live, c'est-à-dire pré datant les invasions celtiques d'époque protohistorique, occupant le territoire compris entre le Rhône et l'Arno, en Toscane. On en sait assez peu sur ce peuple, à la fois méprisé et admiré par les romains, fascinés par le mode de vie rustique des ligures et des institutions sociales particulières. Les ligures qui ne connaissaient pas la royauté, s'organisaient autour d'oligarchies et d'assemblées de notables.

### Moyen Âge
Sassello est mentionnée pour la première fois dans un édicte de l’Empereur du Saint Empire Otton Ier, de l'année 967 citant, dans la donation d'Alérame de Montferrat, un village se trouvant à peu-près dans la même position géographique que l'actuel Sassello. Après la mort d'Alerame, le lieu devint propriété du Marquis de Ponzone puis à partir de 1293 celle de la famille génoise des Doria.
L'appellation Saxellum apparait pour la première fois dans un document daté de 1186. On sait qu'à cette époque, le village était localisé plus au sud et en hauteur autour de l'actuelle église de San Giovanni (Saint Jean).
Sous les Doria, le centre de Sassello se déplaça vers le lieu-dit la Place, ra Ciassa, en dialecte avec la création de nouvelles rues autour de deux quartiers, pour un total de 600 foyers, 2 400 habitants environ au début du XVIe siècle. Les Doria furent chassés lors d'une fronde en 1613. Écrasée sur le poids des dîmes, la population se souleva et poussa les feudataires à se refugier dans la forteresse locale : la Bastille. Malgré le recours à des mercenaires espagnols, Andrea Doria sera contraint à la négociation. Cet épisode est retracé dans les annales comme le négoce du Sassello qui aboutira à l'annexion définitive de Sassello par la république de Gênes.

### Renaissance et époque moderne
À partir de 1520, avec la création de forges, Sassello devint un centre industriel important dont l'âge d'or perdura jusqu'en 1672. La dernière forge fut éteinte par l'état piémontais en 1850, sous l'effet de la concurrence anglaise. Le bien-être apporté par l'industrie du fer permit notamment la construction de l'hôpital civil, encore existant, et donna au Sassellesi les moyens de reconstruire la ville après les guerres de 1625 et de 1672 au cours de laquelle les Piémontais incendièrent Sassello et brûlèrent l'arbre historique garant de la continuité de la communauté.
Les Piémontais, aidés par un bataillon de mercenaires serbes, firent irruption une seconde fois sur le territoire en 1747 lors de la guerre de Succession d'Autriche détruisant Sassello et les alentours, ne se retirant qu'après l'intervention française.
À noter que bien que proche de Dego et Montenotte lieux de batailles célèbres de la campagne d'Italie menée par Bonaparte, alors général, en 1796 et 1797, Sassello fut peu affecté.
En revanche sous le Premier Empire, le préfet Chabrol de Volvic nommé en 1806, sera l'initiateur de la voie carrossable reliant Sassello à Savone et au Piémont qui constitue encore aujourd'hui l'axe principal de communication.
À la chute de l'empire en 1815, le congrès de Vienne rattachera les territoires de la république de Gênes au royaume de Sardaigne.

## Économie
L'économie de Sassello gravite autour de ses biscuiteries qui produisent les fameux amaretti di Sassello, de l'agriculture, de l'industrie du bois ainsi que  du tourisme.

## Nature, culture, monuments et patrimoine
La commune de Sassello incluse dans Le Parco naturale regionale del Beigua (it) classé à l'UNESCO https://www.parcobeigua.it/ bénéficie d'une faune et d'une nature préservées.

Jadis lieu de vacances de la riche bourgeoisie génoise, le territoire, haut lieu du champignon (cèpe et oronge en vedettes), reste un lieu de villégiature apprécié tant pour sa qualité de vie, son patrimoine important et sa cuisine "terre et mer" que pour son dynamisme culturel, insufflé tout au long de l'année par ses habitants au travers de manifestations musicales, gastronomiques, cinéma, théâtre, ou lectures publiques. 

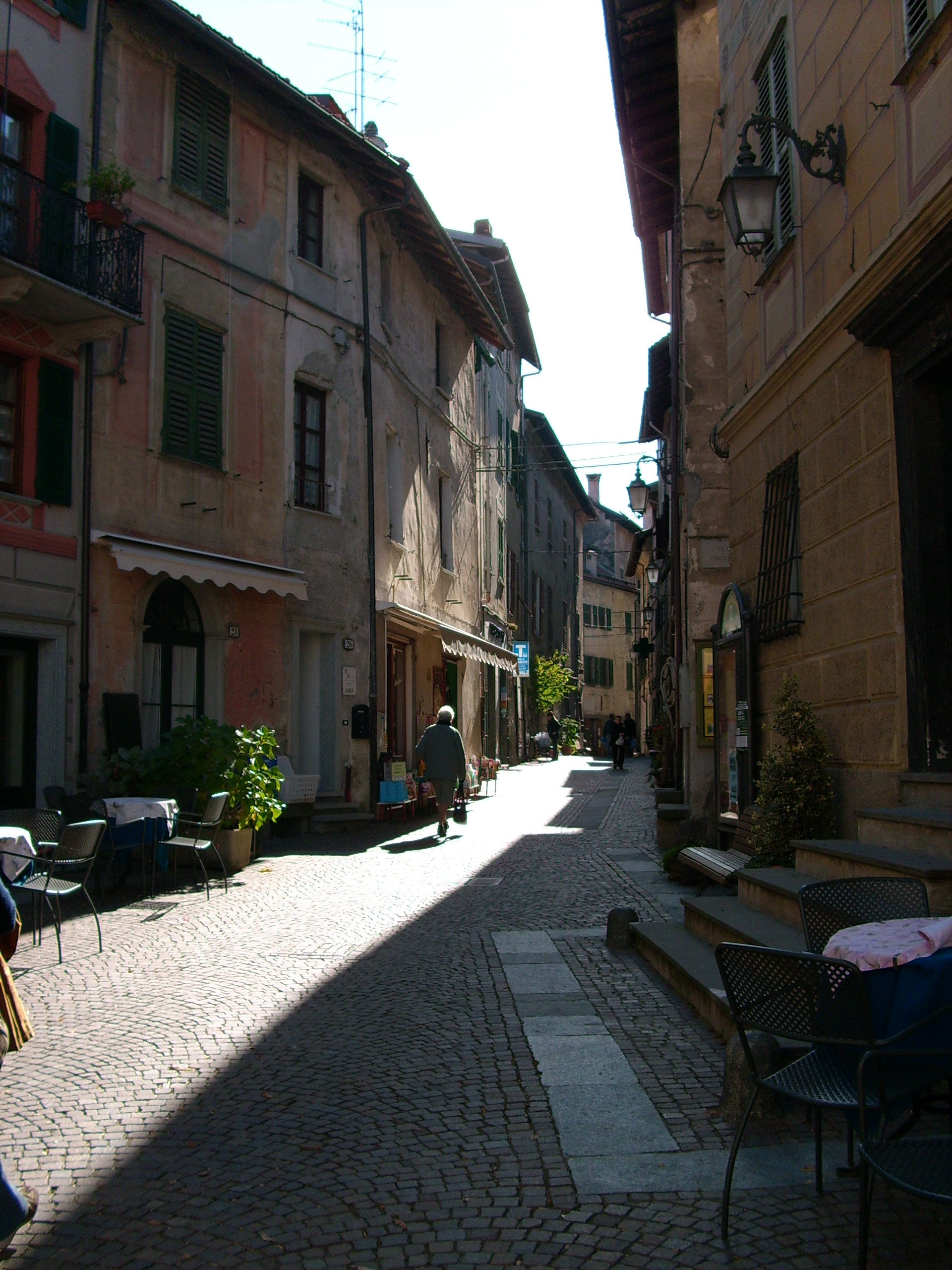
Le bourg, désormais coupé en deux par la carrossable, est traversé par cette rue, présentant des exemples de maisons typiques de Ligurie, hautes et étroites.

### L'habitat
La patrimoine architectural, historique et culturel de Sassello est varié. Le village, reconstruit après les incendies de la guerre de 1672, présente une architecture homogène, typique d'un bourg de l'entro terra ligure. On y trouve des demeures patriciennes, de style génois notamment le long de l'actuelle rue Perrando, et des maisons traditionnelles de 4 ou 5 étages, très étroites.
Dans la campagne l'on trouve des fermes et des villas d'époque génoise. Le sort des campagnes, scellé par l’exode vers les villes de l'après-guerre, ressemble celui d'autres lieux de Ligurie où la paysannerie la plus pauvre, en dialecte les manenti, assujettie à des contrats très restrictifs leur interdisant dans les faits l'émigration, a déserté les champs, qui au cours du temps, ont été envahis par les bois.

### Les forges
Les forges de fer au nombre de 7 sont toutes situées le long des cours d'eau, indispensables pour fournir l'énergie mécanique. Les forges étaient constituées de plusieurs bâtiments, autour du haut fourneau de l'affinerie où la fonte était transformée en fer. Les eaux des ruisseaux étaient exploitées par une retenue et une citerne, la boutasse ou boutoz en dialecte, encore visibles dans certains cas. D'autres équipements n'ont pas survécu à l'outrage du temps. Le minerai était apporté à dos de mule depuis la côte, en particulier les villages de Celle Ligure et de Varazze. Les bâtiments d'une d'entre elles (la Forge Neuve) est encore visible le long de la route nationale conduisant au village depuis le col du Giovo.

### Les principaux lieux de cultes
L'église San Giovanni la plus ancienne de Sassello remonte au XIIe siècle. Remaniée une première fois en 1218 et aux époques successives pour l'adapter aux mutations des goûts, elle prit ses formes baroques actuelles au XVIIIe siècle lors d'importants travaux. Elle conserve une statue en bois du baptême de Jésus du célèbre sculpteur génois Anton Maria Maragliano (1664-1739).

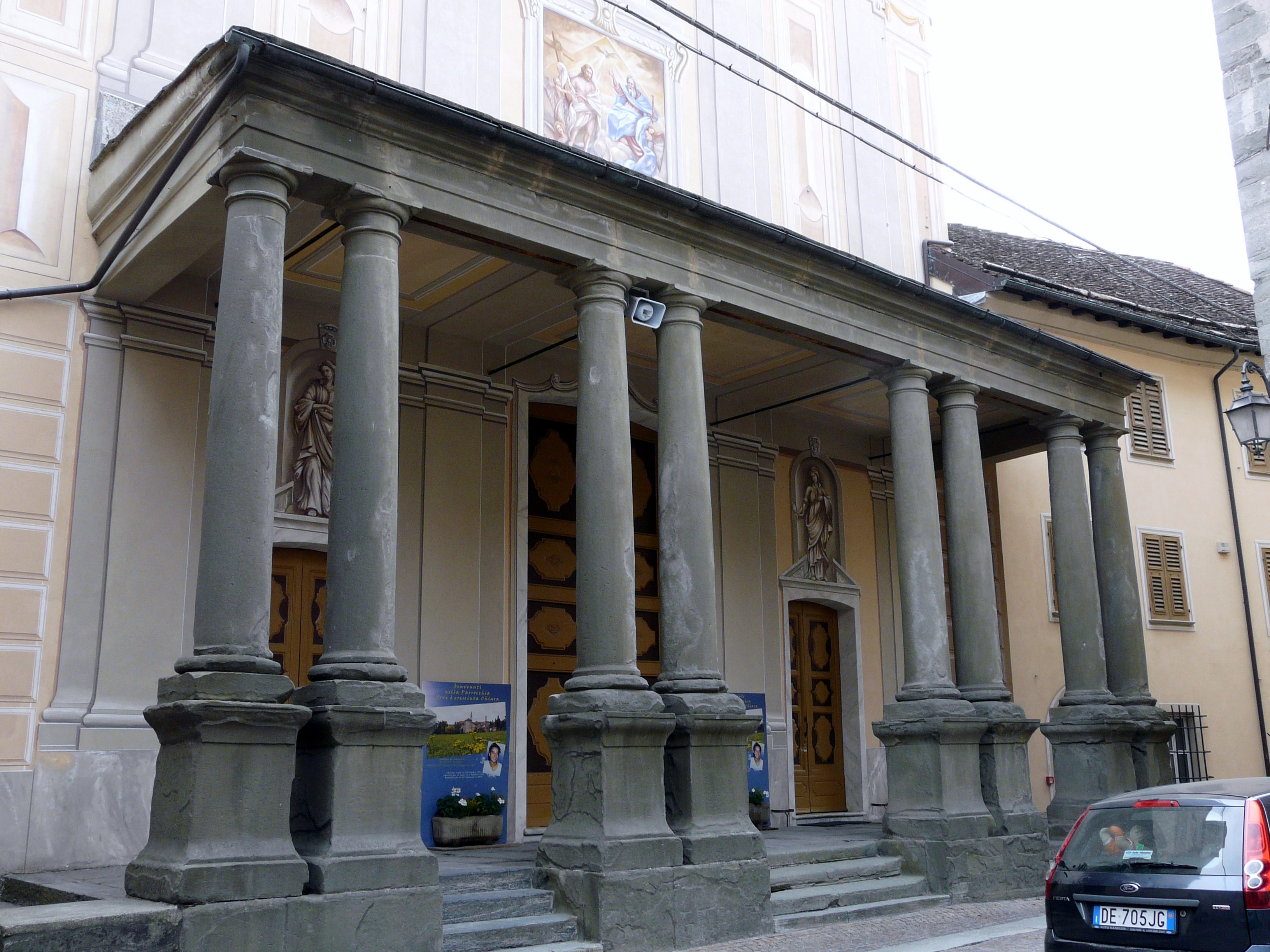
Façade de l'église de la Trinité avec colonnes en grès local.

L'église de la Trinité, de plus récente construction (1660), en style également baroque avec une façade originale, décorée de colonnes en grès, conserve aussi des fresques d'artistes génois et des belles sculptures en bois de l'école de Maragliano. L'orgue a été récemment restauré.
La basilique de l'Immaculée Conception, une église relativement grande, n'est pas richement décorée à l'intérieur, constituant une exception pour le pays de Gênes. Située au centre du village, elle fut construite en 1582 par le maître Antoine Martin Betolle de Locarno et rattachée au couvent adjacent des franciscains jusqu'à l'époque napoléonienne.

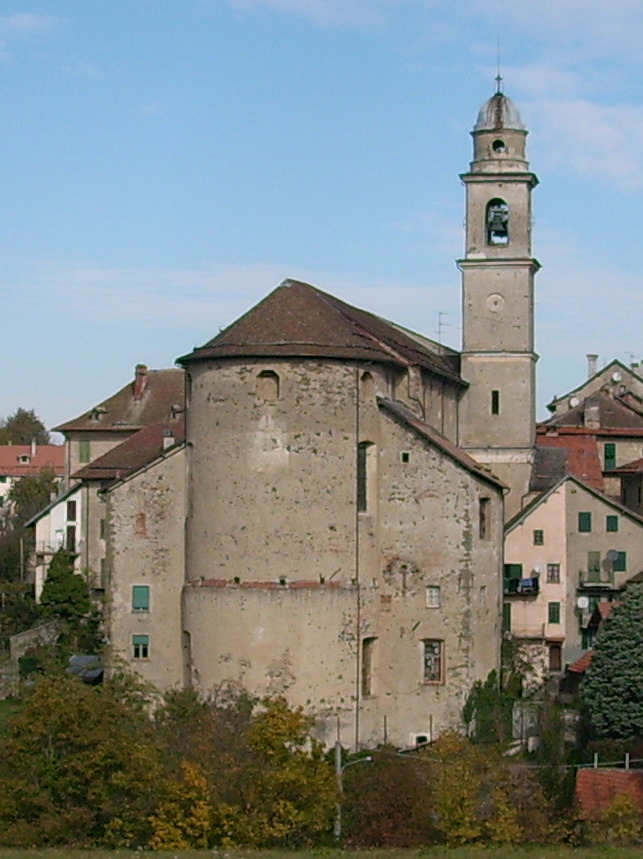
Abside de l’église de la Trinité.

Le patrimoine linguistique de Sassello est intéressant, fruit de sa position géographique. Le dialecte local est une langue de transition entre le génois et le piémontais, avec des traits communs aux deux. La prononciation archaïque du «r» entre deux voyelles y est conservée, au moins parmi les générations nées avant la guerre. Cette prononciation a complètement disparu dans le génois standard (lui aussi malgré sa riche littérature, en voie de disparition).
Du fait de sa taille presque citadine et de la présence d'une bourgeoisie liée à l'exploitation des fonderies, Sassello développa sa propre littérature. L'abbé Gian Lorenzo Federico Gavotti fut l'auteur du poème vernaculaire ei quatei stagiugni sasc'line (Les quatre saisons, 1829)', décrivant de manière idéalisée la vie bucolique des paysans. Il écrit aussi, à trois mains avec le père Giuseppe Gavotti et son ami Bonaventura Zunini, le poème Il Sassello, entièrement en langue italienne, avec une seule strophe en dialecte. Ce poème, peu inspiré, a fait l'objet d'une édition critique. Voici un exemple tiré de ei quatei stagiugni 
« Câṙa prümma , ti t'arivi / E ti porti cun ti u su / s'ti t na treuvi ancuṙa vivi / diummie grâzie a Nostrei Sgnu. »
— Gian Lorenzo Federico Gavotti, ei quatei stagiugni

« Cher printemps, tu arrives / Et tu portes avec toi le soleil / Si tu nous trouves encore vivants / Nous rendons grâce à Notre Seigneur. »
— ei quatei stagiugni
À ce sujet, il est possible de consulter une étude récente décrivant le travail des forges en grand détail et en dialecte, avec une traduction en italien standard. Malgré le découragement initial lié à la graphie, le lecteur français ne trouvera guère difficile ce dialecte, proche à la fois du provençal et de l'italien. Actuellement, le dialecte de Sassello suit le sort des autres langues locales de Ligurie : délassé par la population, hybridé par l'italien standard, sans un cadre juridique de protection, il n'est plus pratiqué que par les anciennes générations et par des amateurs.

## Administration
| Période                                  | Période | Identité           | Étiquette     | Qualité |
| ---------------------------------------- | ------- | ------------------ | ------------- | ------- |
| 2018                                     | -       | Daniele Buschiazzo | Liste civique | Maire   |
| Les données manquantes sont à compléter. |         |                    |               |         |

### Hameaux
Badani, Maddalena, Pratovallarino, Palo, Alberola, Pianpaludo.

### Communes limitrophes
Arenzano, Cogoleto, Gênes, Mioglia, Pontinvrea, Ponzone, Stella, Tiglieto, Urbe, Varazze.